# Puchschlagen
Puchschlagen ist ein Gemeindeteil der Gemeinde Schwabhausen im Landkreis Dachau (Oberbayern, Bayern).

## Geschichte
Der Name Puchschlagen leitet sich von dem Ausdruck „Buchen schlagen“ ab, was sich auf die früheren Buchenwälder bezieht. Außerdem ist Puchschlagen bekannt für die St.-Kastulus-Kirche. Eine Kirche in Puchschlagen wurde urkundlich erstmals schon im Jahr 814 erwähnt. Die heutige Kirche stammt aus spätgotischer Zeit. Sie wurde im Jahr 1663 nach der Verwüstung im Dreißigjährigen Krieg unter Belassung des Chores und des Turmunterbaues barockisiert und 1729 weiter umgebaut. Im nördlichen Chorwinkel steht der 42 m hohe, weithin sichtbare Turm. Er ist einer der elegantesten Barocktürme im weiten Umkreis.
Bereits um 1220 bis 1230 ist ein Otto Pes (= Fuß), herzoglicher Ministeriale im Ort begütert. 1639 wird nach der Verwüstung im Dreißigjährigen Krieg die Verwaltung des Amts Puchschlagen nach Schwabhausen verlegt. Durch das Gemeindeedikt von 1818 entstand die politische Gemeinde Puchschlagen. Diese wurde am 1. Januar 1972 nach Schwabhausen bei Dachau eingemeindet.